# FC Thun
Der FC Thun 1898 ist ein Fussballverein aus der Stadt Thun im Kanton Bern. Der Club spielt in der Super League, der höchsten Schweizer Spielklasse. Thun war Schweizer Cupfinalist 1955 und 2019. Einen seiner bisher grössten Erfolge feierte der Club in der Saison 2005/06 mit der Qualifikation für die Champions-League-Gruppenphase.

## Geschichte

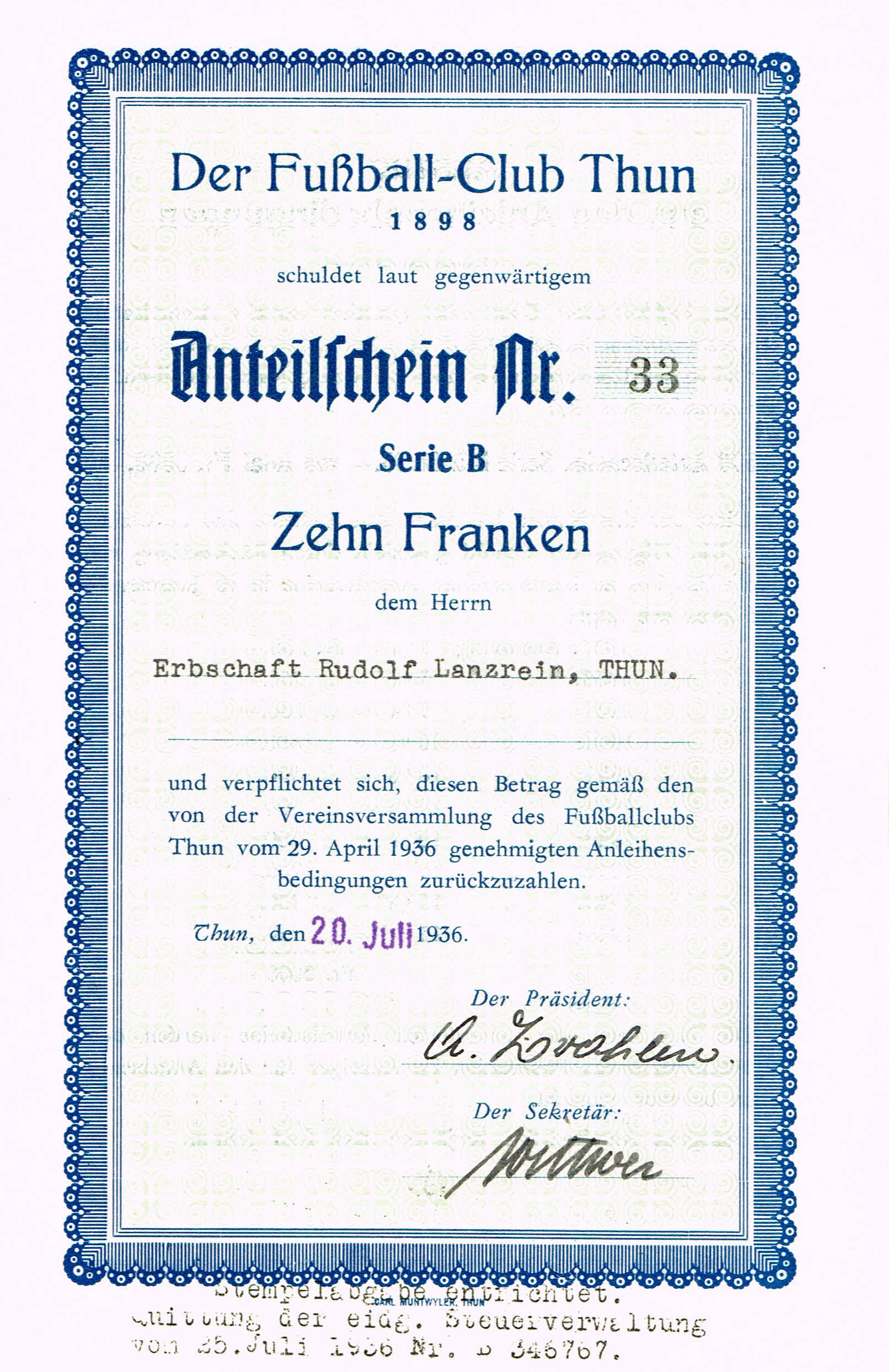
Anteilschein des FC Thun vom 20. Juli 1936

Altes Logo (bis 2011)

Der am 1. Mai 1898 gegründete FC Thun spielte von 1946 bis 1950 sowie in der Saison 1953/54 in der zweithöchsten Schweizer Spielklasse, der Nationalliga B (heute Challenge League). Am Ende der Saison 1953/54 belegte der Verein den zweiten Platz hinter dem FC Lugano und stieg somit zur Saison 1954/55 erstmals in der Vereinsgeschichte in die erste Schweizer Liga, die damals noch als Nationalliga A bekannte Super League, auf. Dort konnte man sich jedoch nur eine Spielzeit halten und stieg nach einem Jahr als Tabellenvorletzter wieder in die Nationalliga B ab. 1955 erreichte der FC Thun den Final des Schweizer Cups 1954/55, der im Berner Stadion Wankdorf gegen La Chaux de Fonds mit 3:1 verloren wurde.
Von 1955 bis 1970 spielte der FC Thun durchgehend in der Nationalliga B, bevor er nach 17 Jahren Ligazugehörigkeit am Saisonende 1969/70 den Gang in die damals drittklassige 1. Liga antreten musste.
1995 wurde Andy Egli Trainer der Thuner. Die Saison 1995/96 schloss Thun mit dem Rang sechs in der 1. Liga ab. Eine Saison später stiegen sie erstmals seit 1970 wieder in die Nationalliga B auf. In der Saison 1997/98 mussten sie die Abstiegsrunde bestreiten, konnten sich dort aber den Klassenerhalt sichern. Andy Egli ging zum FC Luzern, neuer Trainer wurde Georges Bregy. Mit ihm schaffte Thun 1999/2000 die Teilnahme an der Auf-/Abstiegsrunde in die Nationalliga A, musste aber in der zweiten Liga verbleiben. Von Juli 2001 bis Dezember 2004 war Hanspeter Latour Trainer des FC Thun. Mit ihm gelang am Ende der Saison 2001/02 erstmals seit 47 Jahren wieder der Aufstieg in die Nationalliga A.
Latour wechselte Anfang 2005 zum Grasshopper Club Zürich; neuer Trainer wurde Urs Schönenberger. In der Saison 2004/05 wurde der FC Thun hinter dem FC Basel Vizemeister der ersten Schweizer Liga (mittlerweile in Super League umbenannt) und erreichte damit das beste Saisonergebnis der Vereinsgeschichte. Der zweite Platz in der Liga berechtigte zudem zur Teilnahme an den Qualifikationsspielen für die Champions League, in der sich der FC Thun gegen Dynamo Kiew und Malmö FF durchsetzen konnte. Mit der Qualifikation für die Champions League 2005/06 sorgte der Verein für eine riesige Überraschung und für den grössten Erfolg der Vereinsgeschichte. Dies wurde mit einem schmalen Kader und einem Budget von fünf Millionen Franken erreicht. In einer Gruppe mit Arsenal London, Ajax Amsterdam und Sparta Prag erreichte der FC Thun den 3. Platz und verpasste somit die Qualifikation für den Achtelfinal, war aber für die K.-o.-Runde des UEFA-Pokals qualifiziert. Hier schied der Club trotz einem 1:0-Sieg im Hinspiel aufgrund der 0:2-Rückspielniederlage gegen den Hamburger SV aus. Trotz dem sportlichen Erfolg war Trainer Schönenberger aufgrund seiner Kompromisslosigkeit und seines Kommunikationsstils bei den Verantwortlichen des FC Thun nicht unumstritten. Am 13. Februar 2006 – drei Tage vor dem Hinspiel im UEFA-Cup-Sechzehntelfinal gegen den HSV – wurde er entlassen und durch den Österreicher Heinz Peischl ersetzt.
Im März 2007 wurde Peischl wegen anhaltender Erfolglosigkeit entlassen; der bisherige Assistenztrainer Jeff Saibene übernahm sein Amt. Dieser musste es auf die Saison 2007/08 abgeben, da er nicht die benötigten Lizenzen (UEFA-Pro) besass. Seinen Posten übernahm der Niederländer René Van Eck. Allerdings war auch er nicht lange im Amt, da man in der Saison 2007/08 den Klassenerhalt verpasste und der FC Thun als Tabellenletzter der Super League den Gang in die Zweitklassigkeit antreten musste. Zur Saison 2008/09 übernahm der vormalige U-21-Mannschaftstrainer Hansruedi Baumann die Mannschaft. Dieser wurde dann gegen Ende der Saison wegen schlechter Resultate entlassen, interimistisch durch Andres Gerber ersetzt und im Juni 2009 von Murat Yakin abgelöst. Dieser gewann mit dem FC Thun am Saisonende 2009/10 die Meisterschaft in der Challenge League; somit gelang nach zwei Jahren Absenz der Wiederaufstieg in die Super League. In der Folgesaison führte Yakin den Liganeuling auf Platz fünf und damit auf einen Europapokalplatz, wanderte zur Saison 2011/12 jedoch zum FC Luzern ab und wurde daraufhin durch Bernard Challandes ersetzt. Unter Challandes konnte sich der FC Thun in der ersten Qualifikationsrunde für die Europa League 2012/13 gegen den albanischen Klub Vllaznia Shkodra durchsetzen. In der zweiten Runde gewann das Team gegen US Palermo, verlor jedoch im finalen Play-off deutlich gegen Stoke City und verpasste somit die Qualifikation für die Gruppenphase des Turniers.
In der Winterpause der Saison 2012/13 wurde Challandes durch den ehemaligen FC-Zürich-Coach Urs Fischer ersetzt. Die Saison 2012/13 schloss der FC Thun erneut auf Tabellenplatz fünf ab und war somit zur Teilnahme an den Qualifikationsspielen zur Europa League 2013/14 berechtigt. Durch Siege gegen Tschichura Satschchere (Georgien), BK Häcken (Schweden) und Partizan Belgrad (Serbien) qualifizierte sich die Mannschaft für die Gruppenphase, in der sie auf Rapid Wien, Dynamo Kiew sowie den KRC Genk traf. Von den sechs Spielen der Gruppenphase konnte Thun jedoch nur eines gewinnen (1:0 gegen Rapid Wien), die übrigen fünf Spiele gingen verloren, und Thun schied in der Folge als Tabellenletzter aus dem Wettbewerb aus.
Kurz vor Saisonbeginn 2015/16 wurde Urs Fischer vom FC Basel abgeworben. Als neuer Trainer wurde Ciriaco Sforza verpflichtet, von dem man sich am 30. September 2015 aber wieder trennte. Der darauffolgende Trainer war Jeff Saibene. Bereits zum Start der Rückrunde 2016/17 wurde die Trennung von Saibene zum Ende der Saison bekannt gegeben, als Nachfolger wurde Marc Schneider ernannt. Als sich die Arminia Bielefeld nach einem neuen Trainer umsah, wurden Verhandlungen mit Jeff Saibene geführt, welcher sich daraufhin am 19. März vorzeitig vom FC Thun verabschiedete und die Mannschaft aus Bielefeld übernahm. Als Interimstrainer wurde Mauro Lustrinelli ernannt, weil der designierte Trainer für die nächste Saison, Marc Schneider, noch nicht über die benötigte Lizenz (UEFA-Pro) verfügte.
Im Jahr 2019 erreichte der FC Thun zum zweiten Mal in der Vereinsgeschichte den Final des Schweizer Cups, musste sich jedoch dem FC Basel mit 1:2 geschlagen geben. Die Saison 2019/20 beendete der Verein als Tabellenvorletzter und musste somit die Relegationsspiele gegen den Zweitplatzierten der Challenge League, den FC Vaduz, antreten. Vaduz gewann das Hinspiel mit 2:0, sodass der knappe 4:3-Sieg der Thuner im Rückspiel nicht für den Gesamtsieg reichte. Der FC Thun stieg somit in die Challenge League ab, wo er seitdem spielt. In der Folgesaison erreichte der FC Thun den zweiten Platz in der Challenge League und spielte somit erneut in der Relegation, musste sich dort allerdings dem FC Sion geschlagen geben. Ende der Saison 2023/24 war der FC Thun wieder auf dem 2. Platz der Challenge League klassiert und für die Barrage gegen den Zweitletzten der Super League, den Grasshopper Club Zürich, qualifiziert. Das Hinspiel in Zürich endete 1:1, das Rückspiel gewannen die Zürcher dank eines Elfmeters in der Nachspielzeit mit 2:1. Die Thuner mussten eine weitere Saison in der zweithöchsten Spielklasse verbleiben. In der Saison 2024/25 gelang es dem FC Thun, drei Runden vor Schluss mit einem Heimsieg gegen den Tabellenzweiten FC Aarau vorzeitig die Meisterschaft der Challenge League und damit nach fünf Jahren den Wiederaufstieg in die Super League zu sichern.

### Platzierungen (seit Einführung der Super League 2003/04)

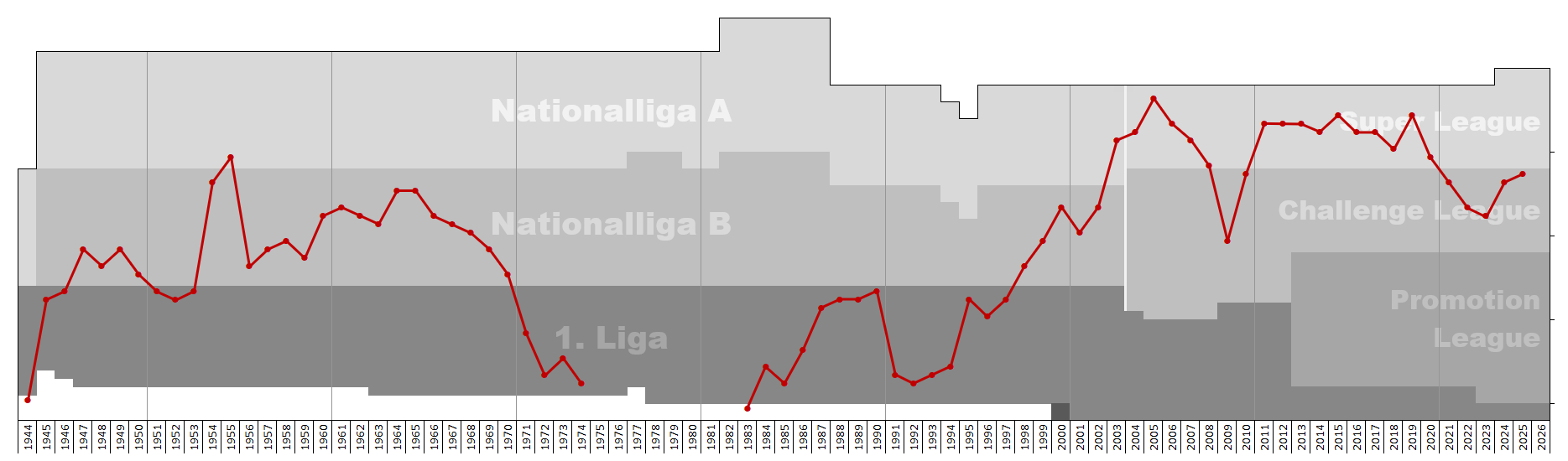
Diagramm: Platzierungen des FC Thun

| Saison  | Liga             | Platz | Tore  | Punkte | Schweizer Cup |
| ------- | ---------------- | ----- | ----- | ------ | ------------- |
| 2003/04 | Super League     | 6     | 51:57 | 49     | Viertelfinal  |
| 2004/05 | Super League     | 2     | 69:42 | 60     | Viertelfinal  |
| 2005/06 | Super League     | 5     | 50:53 | 49     | Achtelfinal   |
| 2006/07 | Super League     | 7     | 30:58 | 37     | Achtelfinal   |
| 2007/08 | Super League     | 100   | 30:70 | 27     | Halbfinal     |
| 2008/09 | Challenge League | 9     | 54:65 | 38     | Achtelfinal   |
| 2009/10 | Challenge League | 1     | 70:36 | 60     | Viertelfinal  |
| 2010/11 | Super League     | 5     | 48:43 | 49     | Viertelfinal  |
| 2011/12 | Super League     | 5     | 38:41 | 43     | 2. Runde      |
| 2012/13 | Super League     | 5     | 44:46 | 48     | Viertelfinal  |
| 2013/14 | Super League     | 6     | 57:53 | 48     | Halbfinal     |
| 2014/15 | Super League     | 4     | 47:45 | 52     | Achtelfinal   |
| 2015/16 | Super League     | 6     | 45:54 | 41     | Viertelfinal  |
| 2016/17 | Super League     | 6     | 58:63 | 45     | 1. Runde      |
| 2017/18 | Super League     | 7     | 53:68 | 42     | Viertelfinal  |
| 2018/19 | Super League     | 4     | 57:58 | 46     | Final         |
| 2019/20 | Super League     | 9     | 45:67 | 38     | Achtelfinal   |
| 2020/21 | Challenge League | 2     | 57:46 | 64     | 2. Runde      |
| 2021/22 | Challenge League | 5     | 62:57 | 56     | Viertelfinal  |
| 2022/23 | Challenge League | 6     | 62:55 | 49     | Viertelfinal  |
| 2023/24 | Challenge League | 2     | 73:38 | 76     | 2. Runde      |
| 2024/25 | Challenge League | 1     | 70:39 | 72     | 2. Runde      |

## Rekorde
In der Saison 2025/26 gelang es dem FC Thun, als erster Aufsteiger in die Super League, die ersten drei Spiele zu gewinnen und die maximale Punkteausbeutung zu holen. Nie ist ein anderes Team besser in die Saison gestartet.

## Stadion
Der Verein bestreitet seit der Saison 2011/12 seine Heimspiele in der neuen und hochmodernen Stockhorn Arena (ehemals Arena Thun genannt), welche über eine Gesamtkapazität von 10'000 Plätzen verfügt. Zuvor spielte der FC Thun im Stadion Lachen, welches den Anforderungen der höchsten Liga eigentlich nicht mehr genügte, doch da die neue Spielstätte bereits in Planung war, wurde dem FC Thun eine Sonderbewilligung erteilt.
Im Stadion Lachen war bis zum Aufstieg in die damalige NLB 1997 der ganze Stehplatzbereich mit Gras bedeckt. Noch heute hat es innerhalb des Stadions Hecken und Bäume. 1997 mussten dann die ersten Anpassungen vorgenommen werden. Die Stehplätze wurden etappenweise zu kiesbedeckten Stufen umgebaut. Im Sektor D und im Gästesektor wurden die Stehplätze aus Sicherheitsgründen asphaltiert. Ausserdem erhielt das Stadion eine Flutlichtanlage. Bis zum Aufstieg des FC Thun 2002 in die damalige NLA waren die Bautätigkeiten im Zuschauerbereich abgeschlossen. Nach dem Aufstieg in die oberste Liga, wurde dann nach und nach die Infrastruktur weiter angepasst:
- Neue Matchuhr mit Totomat
- Die alten Holzbänke auf der Tribüne wurden durch rote Schalensitze ersetzt
- Neue, leistungsstärkere Scheinwerfer auf den Flutlichtmasten installiert
- Die Sektorentrennung mittels Gittern wurde eingeführt
- Eine kleine Holztribüne für knapp 100 Personen zwischen Clubhaus und Olympiator erstellt
- Der B-Club (Business-Club), eine Sponsorenvereinigung des FCT, erstellte innerhalb des Stadions seine eigenen VIP-Zelte
- Im Gästesektor wurden aus Sicherheitsgründen die Stufen asphaltiert und der Sektor zum Spielfeld hin mit einem Gitter versehen
- Neue Stahlrohrtribüne mit 800 Sitzplätzen erstellt.

### Stadionrekord im Stadion Lachen
In der Saison 2003/04 hatte der FC Basel beim Gastspiel in Thun die Möglichkeit, sich frühzeitig den Meistertitel zu sichern. 10'200 Zuschauer im Lachen wurden Zeugen eines 0:2-Sieges der Basler, allerdings auch von zerstörerischen Ausschreitungen des Basler Anhanges, nachdem diese frühzeitig einen Spielabbruch in der 90. Minute erzwangen.

### Neubau Stockhorn Arena
Der Bau eines neuen Stadions in Thun-Süd mit öffentlicher Finanzierung wurde im Februar 2006 in einer Volksabstimmung abgelehnt. Im März 2007 erhielt die Investorengruppe HRS/ARCO Real Estate den Zuschlag für ein neues Projekt, welches neben einem Stadion mit einer Kapazität von 10'000 Plätzen auch ein Einkaufszentrum enthielt. Die notwendige Umzonung für das privat finanzierte Projekt wurde im Dezember 2007 von den Thuner Stimmberechtigten gutgeheissen. Im Oktober 2009 konnte die Baubewilligung erteilt werden, nachdem Einsprachen gegen das Stadion und den damit verknüpften Weststrassen-Ausbau zurückgezogen oder abgelehnt worden waren. Der Spatenstich erfolgte am 17. Februar 2010. Der Grundstein wurde am 23. Juni 2010 im Boden versenkt. Im Sommer 2011 wurde das zunächst «Arena Thun» genannte Stadion fertiggestellt und am 9. Juli 2011 mit einem Eröffnungsspiel gegen den deutschen Fussball-Club 1. FC Köln (2:2) eingeweiht. Im Februar 2014 erwarb die Stockhornbahn AG die Namensrechte an der Spielstätte des FC Thun, weshalb das Stadion mit sofortiger Wirkung in Stockhorn Arena umbenannt wurde.

## Europacupbilanz
Internationale Spiele in der UEFA Champions League wurden im Stade de Suisse in Bern ausgetragen. Die Spiele zur UEFA-Europa-League-Qualifikation 2011/12 sowie 2013/14 bestritt der FC Thun in der Stockhorn Arena.
| Saison  | Wettbewerb            | Runde                  | Gegner                 | Gesamt    | Hin     | Rück    |
| ------- | --------------------- | ---------------------- | ---------------------- | --------- | ------- | ------- |
| 2003    | UEFA Intertoto Cup    | 2. Runde               | 1. FC Brünn            | 3:4       | 2:3 (H) | 1:1 (A) |
| 2004    | UEFA Intertoto Cup    | 1. Runde               | Gloria Bistrița        | 2:0       | 2:0 (H) | 0:0 (A) |
| 2004    | UEFA Intertoto Cup    | 2. Runde               | VfL Wolfsburg          | 7:3       | 3:2 (A) | 4:1 (H) |
| 2004    | UEFA Intertoto Cup    | 3. Runde               | Hamburger SV           | 3:5       | 2:2 (H) | 1:3 (A) |
| 2005/06 | UEFA Champions League | 2. Qualifikationsrunde | Dynamo Kiew            | 3:2       | 2:2 (A) | 1:0 (H) |
| 2005/06 | UEFA Champions League | 3. Qualifikationsrunde | Malmö FF               | 4:0       | 1:0 (A) | 3:0 (H) |
| 2005/06 | UEFA Champions League | Gruppenphase           | FC Arsenal             | 1:3       | 1:2 (A) | 0:1 (H) |
| 2005/06 | UEFA Champions League | Gruppenphase           | Sparta Prag            | 1:0       | 1:0 (H) | 0:0 (A) |
| 2005/06 | UEFA Champions League | Gruppenphase           | Ajax Amsterdam         | 2:6       | 0:2 (A) | 2:4 (H) |
| 2005/06 | UEFA-Cup              | Sechzehntelfinal       | Hamburger SV           | 1:2       | 1:0 (H) | 0:2 (A) |
| 2011/12 | UEFA Europa League    | 2. Qualifikationsrunde | KS Vllaznia Shkodra    | 2:1       | 0:0 (A) | 2:1 (H) |
| 2011/12 | UEFA Europa League    | 3. Qualifikationsrunde | US Palermo             | (a)3:3(a) | 2:2 (A) | 1:1 (H) |
| 2011/12 | UEFA Europa League    | Play-offs              | Stoke City             | 1:5       | 0:1 (H) | 1:4 (A) |
| 2013/14 | UEFA Europa League    | 2. Qualifikationsrunde | Tschichura Satschchere | 5:1       | 2:0 (H) | 3:1 (A) |
| 2013/14 | UEFA Europa League    | 3. Qualifikationsrunde | BK Häcken              | 3:1       | 2:1 (A) | 1:0 (H) |
| 2013/14 | UEFA Europa League    | Play-offs              | FK Partizan Belgrad    | 3:1       | 0:1 (A) | 3:0 (H) |
| 2013/14 | UEFA Europa League    | Gruppenphase           | SK Rapid Wien          | 2:2       | 1:0 (H) | 1:2 (A) |
| 2013/14 | UEFA Europa League    | Gruppenphase           | KRC Genk               | 1:3       | 1:2 (A) | 0:1 (H) |
| 2013/14 | UEFA Europa League    | Gruppenphase           | Dynamo Kiew            | 0:5       | 0:3 (A) | 0:2 (H) |
| 2015/16 | UEFA Europa League    | 2. Qualifikationsrunde | Hapoel Be’er Scheva    | 3:2       | 1:1 (A) | 2:1 (H) |
| 2015/16 | UEFA Europa League    | 3. Qualifikationsrunde | FC Vaduz               | (a)2:2(a) | 0:0 (H) | 2:2 (A) |
| 2015/16 | UEFA Europa League    | Play-offs              | Sparta Prag            | 4:6       | 1:3 (A) | 3:3 (H) |
| 2019/20 | UEFA Europa League    | 3. Qualifikationsrunde | Spartak Moskau         | 3:5       | 2:3 (H) | 1:2 (A) |

Gesamtbilanz: 46 Spiele, 16 Siege, 12 Unentschieden, 18 Niederlagen, 59:62 Tore (Tordifferenz −3)

## Bisherige Trainer (unvollständig)
- 1978–1983  Hanspeter Latour
- 1986–1990  Martin Trümpler
- 1994–1995  Stefan Marini
- 1995–1997  Andy Egli
- 1999–2001  Georges Bregy
- 2001–2004  Hanspeter Latour
- 2005–2006  Urs Schönenberger
- 2006–2007  Heinz Peischl
- 200700000  Jeff Saibene
- 2007–2008  René van Eck
- 2008–2009  Hansruedi Baumann
- 2009–2011  Murat Yakin
- 2011–2012  Bernard Challandes
- 2013–2015  Urs Fischer
- 201500000  Ciriaco Sforza
- 2015–2017  Jeff Saibene
- 201700000  Mauro Lustrinelli
- 2017–2020  Marc Schneider
- 2020–2022  Carlos Bernegger
- 2022–0000  Mauro Lustrinelli